# Tấn Định công
Tấn Định công (chữ Hán: 晉定公, cai trị: 511 TCN – 475 TCN), tên thật là Cơ Ngọ (姬午), là vị vua thứ 34 của nước Tấn - chư hầu nhà Chu trong lịch sử Trung Quốc.
Tấn Định công là con của Tấn Khoảnh công – vua thứ 33 nước Tấn. Năm 512 TCN, Tấn Khoảnh công mất, Cơ Ngọ lên nối ngôi, tức là Tấn Định công.

## Mất uy tín với chư hầu
Thực quyền của vua Tấn ngày càng yếu. Sáu họ đại phu Hàn, Triệu, Ngụy, Trí (vốn họ Tuân), Phạm (vốn họ Sĩ), Trung Hàng (một nhánh họ Tuân khác) ngày càng lớn mạnh. Năm 511 TCN, Tấn Định công muốn tỏ uy thế của bá chủ, muốn giúp Lỗ Chiêu công đang lưu lạc (bị họ Quý đuổi) về nước. Tuy nhiên họ Quý nước Lỗ lại đến đút lót cho đại phu họ Phạm và Trí, nên các đại phu nước Tấn biện hộ giúp họ Quý với Tấn Định công, khiến Lỗ Chiêu công đến hết đời vẫn không về nước được.
Năm 509 TCN, Tấn Định công muốn giúp nhà Chu để có vai trò bá chủ, sai Ngụy Thư đi đắp thành giúp Chu Kính Vương.
Sái Chiêu hầu bị đại phu Nang Ngõa nước Sở đòi hối lộ không được, bị giữ lại 3 năm không cho về. Người nước Sái biết Nang Ngõa tham lam, phải hối lộ để đón vua về. Sái Chiêu hầu tức giận, gửi con tin cho Tấn Định công, xin Tấn giúp đánh Sở.
Năm 506 TCN, Tấn Định công hội chư hầu Tề, Lỗ, Tống, Vệ, Trịnh, Trần, Cử, Chu, Đằng, Đốn, Tiết, Hồ, Kỷ, Tiểu Châu để bàn đánh nước Sở giúp Sái. Song Đại phu nước Tấn là Tuân Dần lại đòi nước Sái hối lộ. Sái Chiêu công không chịu. Tuân Dần bèn kiếm cớ từ tạ rút quân không đánh Sở giúp Sái nữa. Từ đó nước Tấn mất uy tín với chư hầu.
Sau đó Sái bị Sở vây đánh, Tấn Định công không giúp được. Sái Chiêu hầu cầu viện Ngô vương Hạp Lư. Hạp Lư cùng Tôn Vũ và Ngũ Viên đánh bại Sở, tiến vào kinh đô nước Sở.
Năm 502 TCN, Tề và Lỗ có xung đột. Nước Tấn đứng về phía Lỗ, cử Triệu Ưởng, Phạm Ưởng và Tuân Dần đi cứu Lỗ. Vệ Linh công oán nước Tấn cũng về phe Tề chống Tấn. Tề và Tấn giao tranh qua năm sau thì bãi binh.

## Tranh chấp giữa lục khanh
Giữa các họ đại phu dần dần nảy sinh mâu thuẫn. Năm 497 TCN, Triệu Ưởng đến Hàm Đan, gặp tướng trấn thủ là Triệu Ngọ vốn là người cùng họ xa, hỏi xin 500 hộ dân mà Vệ Linh công đã dâng nộp. Triệu Ngọ ban đầu bằng lòng, sau nghe thủ hạ can ngăn, bèn thác cớ không đáp ứng.
Triệu Ưởng giận Triệu Ngọ bèn mang quân tấn công Hàm Đan. Triệu Ngọ là cháu gọi Tuân Dần (Trung Hàng Dần) bằng cậu; nhà Tuân Dần lại thông gia với Phạm (Sĩ) Cát Xạ. Vì vậy Tuân Dần và Sĩ Cát Xạ ủng hộ Triệu Ngọ, bèn cùng nhau đánh Triệu Ưởng. Triệu Ưởng chạy về cố thủ ở Tấn Dương.
Theo luật nước Tấn, người làm loạn đầu tiên phải bị tử hình, do đó họ Phạm và họ Trung Hàng được Tấn Định công ủng hộ, mang quân vây Tấn Dương. Nhưng các đại phu khác là Trí (Tuân) Lịch, Hàn Bất Tín, Ngụy Xỉ lại có tư thù với họ Phạm và họ Trung Hàng, bèn mang quân giúp Triệu Ưởng.
Thế 4 họ mạnh lên, Tấn Định công lại ngả theo phe bốn họ Hàn, Ngụy, Trí, Triệu. Tuân Dần và Sĩ Cát Xạ thua trận phải bỏ chạy về thành Triều Ca. Hàn Bất Tín và Ngụy Xỉ xin hộ với Tấn Định công về lỗi khơi mào loạn của Triệu Ưởng. Định công bằng lòng tha tội Triệu Ưởng, cho giữ chức như cũ.
Nước Tề thấy Tấn loạn, Tề Cảnh công sai người chở thóc đến Triều Ca giúp Phạm Cát Xạ và Tuân Dần. Triệu Ưởng ngăn chặn không được.
Năm 492 TCN, bốn họ Ngụy, Hàn, Trí, Triệu hạ được thành Triều Ca. Tuân Dần và Phạm Cát Xạ chạy trốn sang nước Tề. Từ đó quyền hành nước Tấn trong tay 4 họ đại phu.

## Hội họp với nước Ngô
Nước Ngô ngày một lớn mạnh. Ngô Hạp Lư đánh bại nước Sở, đến con là Phù Sai đánh bại nước Việt và tiến lên trung nguyên.
Năm 482 TCN, sau khi đánh bại quân Tề ở Ngải Lăng, Phù Sai họp chư hầu. Tấn Định công và Triệu Ưởng đi hội ở Hoằng Trì. Do thế yếu, Tấn Định công phải chấp nhận để Ngô Phù Sai ở ngôi trên.
Năm 475 TCN, Tấn Định công qua đời. Ông ở ngôi được 37 năm. Con ông là Cơ Tạc lên nối ngôi, tức là Tấn Xuất công.